# Рабченок Ірина Василівна
Ірина Василівна Рабченок — учитель-логопед київської гімназії № 323, 17 лютого 2016 року нагороджена орденом «За мужність» III ступеня «за громадянську мужність, самовіддане відстоювання конституційних засад демократії, прав і свобод людини, виявлені під час Революції гідності». Побита «беркутівцями» 1 грудня 2013 року.

## Побиття  1 грудня 2013
Родом із Кадіївки Луганської області, вже довший час мешкає в Києві.
За словами Ірини, вона з чоловіком Петром (колишнім працівником Генеральної прокуратури, тоді вже пенсіонером), сином і дочкою піднімалися від Майдану Незалежності по вулиці Інститутській. Коли порівнялися з Банковою, почули вибухи димових шашок. Сім'я почала відходити вгору по Інститутській після того як почула чийсь вигук: «Зачистка!». До них підбігли «беркутівці». Почали бити Ірину, дітей і чоловіка. 54-річну вчительку, як і інших покалічених, відвезли в лікарню № 17. Там виявилося, що в неї осколковий перелом носа, травмоване праве око (не бачить ним) і струс мозку.